# Wölzské Taury
Wölzské Taury jsou pohoří nacházející se v Rakousku ve spolkové republice Štýrsko. Geograficky se řadí pod celek Nízké Taury. Nejvyšším vrcholem masivu je Rettlkirchspitze (2475 m n. m.) ležící na jihovýchodě pohoří. Hlavními stavebními prvky horstva jsou krystalické horniny (břidlice, žula).

## Poloha
Wölzské Taury jsou na jihu vymezeny údolím řeky Mury, východ a severovýchod pohoří odděluje od sousedních Rottenmannských Taur dolina Bretsteintal, severní hranice území není pevně dána a hory se zde prolínají s Rottenmannskými Taurami. Západní hranice je tvořena spojnicí silničního sedla Sölkpass (1790 m) s na jihu ležícím městem Murau.

## Geografie
Charakterem je pohoří velmi podobné Rottenmanským Taurám. Hlavní páteř zde tvoří souvislý hřeben dlouhý 10 km, ve kterém se nalézají z části skalnaté či travnaté vrcholy. Obecně však platí, že čím více na jih tím jsou hory nižší a méně dramatické. Pohoří je velmi málo navštěvované, za což vděčí i faktu, že především k jihu jsou doliny velmi dlouhé. Do nitra hor vede několik sjízdných asfaltových silnic (Hintereggbachtal, Schöttlbachtal, Bretsteintal aj.). Pohoří je poměrně bohaté na vodu, ať už v podobě tekoucích potoků nebo horských ples (Fischegelsee, Fischsee, Wildsee).

### Vrcholy
( v závorkách je uvedena nadmořská výška )
- Rettlkirchspitze (2475 m)
- Greim (2472 m)
- Gastrumeralp Höhe (2253 m)
- Aarfeldspitz (2284 m)
- Hoher Zinken (2212 m)
- Alker (2202 m)
- Ahornkogl (2001 m)
- Stolzalpe (1816 m)
- Bocksruck (1763 m)
- Rosschopf (1675 m)

## Turismus
Hlavním turistickým centrem pohoří je městečko Oberwölz Stadt (828 m n. m.), ležící na jihu. Ve městě se nachází historický zámek Rothenfels, kemp a koupaliště. Startovním místem pro horskou turistiku v západní části pohoří je sedlo Sölkpass a na východě je to obec Oberzeiring (932 m n. m.), kde se nalézají lázně a doly na stříbro.

### Chaty
V pohoří Wölzské Taury je k dispozici poměrně dost horských chat.
- Klosterneuburger Hütte (1902 m n. m.)
- Fussialm Hütte
- Kreuzer Hütte
- Neunkirchner Hütte
- Lachtalhaus